# Điền Hoằng Mậu
Điền Hoằng Mậu (tiếng Trung: 田弘茂; bính âm: Tián Hóngmào) là chính trị gia người Đài Loan. Ông là Bộ trưởng Bộ Ngoại giao Đài Loan từ ngày 20 tháng 5 năm 2000 đến ngày 1 tháng 2 năm 2002.

## Sự nghiệp
Điền Hoằng Mậu nhận bằng tiến sĩ từ Đại học Wisconsin-Madison năm 1969, nơi ông viết luận án về phát triển chính trị ở Trung Quốc từ năm 1927 đến năm 1937. Sau đó, ông là giáo sư đại học trong hơn hai mươi năm và nhập tịch với tư cách là công dân Hoa Kỳ. Sau khi Điền Hoằng Mậu trở về Đài Loan, Lý Đăng Huy đã hai lần yêu cầu ông phục vụ trong Hội đồng Hành chính viện vào thập niên 1990, nhưng mỗi lần ông đều từ chối; theo báo cáo, yêu cầu ông từ bỏ quyền công dân Hoa Kỳ là một rào cản lớn. Cuối cùng, Điền Hoằng Mậu chấp thuận lời đề nghị giữ chức Bộ trưởng Bộ Ngoại giao Đài Loan của Tổng thống Trần Thủy Biển và từ bỏ quyền công dân Hoa Kỳ của mình vào ngày 11 tháng 5 năm 2000, tám ngày trước khi nhậm chức. Sau này, ông nói rõ trong một cuộc phỏng vấn rằng ông không hối tiếc về bước đi này, vì ông "yêu Đài Loan". Sau khi nhiệm kỳ của ông kết thúc, ông đảm nhiệm chức vụ mới với tư cách là người đứng đầu Văn phòng đại diện Đài Bắc tại Vương quốc Anh. Điền Hoằng Mậu từ chức năm 2004, và sau đó lãnh đạo Viện nghiên cứu chính sách quốc gia. Năm 2016, Thái Anh Văn chỉ định Điền Hoằng Mậu làm Chủ tịch Quỹ giao lưu hai bờ eo biển Đài Loan. Ông rời chức vụ này vào tháng 3 năm 2018.